# Landkreis Künzelsau
Der Landkreis Künzelsau war ein Landkreis in Baden-Württemberg, der im Zuge der Kreisreform am 1. Januar 1973 aufgelöst wurde.

## Geografie

### Lage
Der Landkreis Künzelsau lag im Nordosten Baden-Württembergs. 
Geografisch hatte er Anteil an der Hohenloher Ebene. Den Landkreis durchzogen zwei Nebenflüsse des Neckars, Jagst und Kocher.

### Nachbarkreise
Seine Nachbarkreise waren 1972 im Uhrzeigersinn beginnend im Nordosten Mergentheim, Crailsheim, Schwäbisch Hall, Öhringen, Heilbronn, Buchen und Tauberbischofsheim.

## Geschichte
Das Gebiet des Landkreises Künzelsau gehörte vor 1800 zu verschiedenen Herrschaften, darunter das Fürstentum Hohenlohe, das Erzbistum Mainz, das Bistum Würzburg, der Deutsche Orden und die Abtei Schöntal. Zwischen 1803 und 1806 kam das Gebiet an Württemberg, wo es zunächst zu den Oberämtern Neuenstein, Nitzenhausen und Schöntal im Kreis Öhringen gehörte. 1810/11 wurde es Bestandteil des Oberamts Künzelsau innerhalb der Landvogtei an der Jagst und ab 1818 gehörte dieses zum Jagstkreis (der 1924 aufgelöst wurde). 1934 wurde das Oberamt Künzelsau in Kreis Künzelsau umbenannt und 1938 erfolgte die Überführung in den Landkreis Künzelsau, der seinerzeit einige Gemeinden an die Landkreise Schwäbisch Hall bzw. Crailsheim abgab.
Nach der Bildung des Landes Baden-Württemberg 1952 gehörte der Landkreis Künzelsau zum Regierungsbezirk Nordwürttemberg. Durch die Gemeindereform ab 1970 veränderte sich das Kreisgebiet in einem Fall. Am 1. Januar 1972 wurde die Gemeinde Muthof in die Stadt Forchtenberg eingemeindet und kam somit zum Landkreis Öhringen.
Mit Wirkung vom 1. Januar 1973 wurde der Landkreis Künzelsau aufgelöst und seine Gemeinden dem neu gebildeten Hohenlohekreis zugeordnet, der damit Rechtsnachfolger des Landkreises Künzelsau wurde.

### Einwohnerentwicklung
(Einwohnerzahlen sind Volkszählungsergebnisse)
| Jahr               | Einwohner |
| ------------------ | --------- |
| 17. Mai 1939       | 21.867    |
| 13. September 1950 | 30.432    |

| Jahr         | Einwohner |
| ------------ | --------- |
| 6. Juni 1961 | 30.948    |
| 27. Mai 1970 | 33.659    |

## Politik

### Landrat
Die Landräte des Oberamts bzw. Landkreises Künzelsau 1938–1972:
- 1936–1939: Gustav Stierle (bis 1938 Oberamtmann)
- 1939–1944: Wilhelm Wöhrle
- 1945–1945: Richard Franck (Amtsverweser)
- 1945–1946: Heinz Hohner
- 1946–1960: Otto Ehrler
- 1960–1972: Bernhard Vesenmayer

Die Oberamtmänner des früheren Oberamts Künzelsau von 1809 bis 1938 sind im Artikel Oberamt Künzelsau dargestellt.

### Wappen
Das Wappen des Landkreises Künzelsau zeigte in Silber einen stehenden, rotgezungten schwarzen Leoparden, begleitet oben links von einem roten Schild mit einem sechsspeichigen silbernen Rad, unten rechts von einem roten Schild, darin drei silberne Spitzen. Das Wappen wurde dem Landkreis Künzelsau am 9. Mai 1956 vom Innenministerium Baden-Württemberg verliehen.
Der Leopard entstammt dem Wappen der Herren von Hohenlohe, das Rad symbolisiert das Erzbistum Mainz und der Fränkische Rechen steht für das Bistum Würzburg.

## Wirtschaft und Infrastruktur

### Verkehr
Durch das Kreisgebiet führte keine Bundesautobahn, die A 81 befand sich bei Auflösung des Landkreises in diesem Abschnitt noch im Bau. Es wurde durch die Bundesstraße 19 sowie mehrere Landes- und Kreisstraßen erschlossen.

## Gemeinden
Zum Landkreis Künzelsau gehörten ab 1938 zunächst 41 Gemeinden, davon 3 Städte.
Am 7. März 1968 stellte der Landtag von Baden-Württemberg die Weichen für eine Gemeindereform. Mit dem Gesetz zur Stärkung der Verwaltungskraft kleinerer Gemeinden war es möglich, dass sich kleinere Gemeinden freiwillig zu größeren Gemeinden vereinigen konnten. Den Anfang im Landkreis Künzelsau machte am 1. Juli 1972 die Gemeinde Jagstberg, die sich mit der Gemeinde Mulfingen vereinigte. In der Folgezeit reduzierte sich die Zahl der Gemeinden stetig, bis der Landkreis Künzelsau schließlich am 1. Januar 1973 im Hohenlohekreis aufging.
Größte Gemeinde des Landkreises war die Kreisstadt Künzelsau, kleinste Gemeinde war Meßbach.
In der Tabelle stehen die Gemeinden des Landkreises Künzelsau vor der Gemeindereform. Heute gehören sie alle zum Hohenlohekreis. Die Einwohnerangaben beziehen sich auf die Volkszählungsergebnisse in den Jahren 1961 und 1970.
| frühere Gemeinde   | heutige Gemeinde | Einwohner am 6. Juni 1961 | Einwohner am 27. Mai 1970 |
| ------------------ | ---------------- | ------------------------- | ------------------------- |
| Ailringen          | Mulfingen        | 439                       | 455                       |
| Altkrautheim       | Krautheim        | 366                       | 367                       |
| Amrichshausen      | Künzelsau        | 343                       | 375                       |
| Aschhausen         | Schöntal         | 303                       | 291                       |
| Belsenberg         | Künzelsau        | 426                       | 443                       |
| Berlichingen       | Schöntal         | 828                       | 840                       |
| Bieringen          | Schöntal         | 1041                      | 1030                      |
| Buchenbach         | Mulfingen        | 632                       | 572                       |
| Criesbach          | Ingelfingen      | 514                       | 554                       |
| Crispenhofen       | Weißbach         | 471                       | 486                       |
| Diebach            | Ingelfingen      | 201                       | 195                       |
| Dörrenzimmern      | Ingelfingen      | 533                       | 552                       |
| Dörzbach           | Dörzbach         | 1268                      | 1267                      |
| Eberbach           | Mulfingen        | 211                       | 204                       |
| Eberstal           | Ingelfingen      | 353                       | 374                       |
| Hermuthausen       | Ingelfingen      | 280                       | 288                       |
| Hohebach           | Dörzbach         | 573                       | 550                       |
| Hollenbach         | Mulfingen        | 534                       | 519                       |
| Ingelfingen, Stadt | Ingelfingen      | 2338                      | 2931                      |
| Jagstberg          | Mulfingen        | 498                       | 486                       |
| Kocherstetten      | Künzelsau        | 528                       | 556                       |
| Künzelsau, Stadt   | Künzelsau        | 7830                      | 8537                      |
| Laibach            | Dörzbach         | 210                       | 179                       |
| Laßbach            | Künzelsau        | 303                       | 293                       |
| Marlach            | Schöntal         | 485                       | 521                       |
| Meßbach            | Dörzbach         | 158                       | 136                       |
| Morsbach           | Künzelsau        | 397                       | 572                       |
| Mulfingen          | Mulfingen        | 870                       | 924                       |
| Muthof             | Forchtenberg     | 314                       | 330                       |
| Niedernhall, Stadt | Niedernhall      | 2338                      | 2927                      |
| Nitzenhausen       | Künzelsau        | 250                       | 257                       |
| Oberginsbach       | Krautheim        | 318                       | 349                       |
| Oberkessach        | Schöntal         | 1036                      | 1053                      |
| Schöntal           | Schöntal         | 436                       | 368                       |
| Sindeldorf         | Schöntal         | 491                       | 497                       |
| Steinbach          | Künzelsau        | 228                       | 237                       |
| Unterginsbach      | Krautheim        | 184                       | 211                       |
| Weißbach           | Weißbach         | 1038                      | 1436                      |
| Weldingsfelden     | Ingelfingen      | 236                       | 243                       |
| Westernhausen      | Schöntal         | 874                       | 995                       |
| Zaisenhausen       | Mulfingen        | 272                       | 259                       |

## Kfz-Kennzeichen
Am 1. Juli 1956 wurde dem Landkreis bei der Einführung der bis heute gültigen Kfz-Kennzeichen das Unterscheidungszeichen KÜN zugewiesen. Es wird im Hohenlohekreis durchgängig bis heute ausgegeben.